# Allium brevidentatum
Allium brevidentatum är en amaryllisväxtart som beskrevs av F.Z.Li. Allium brevidentatum ingår i släktet lökar, och familjen amaryllisväxter. Inga underarter finns listade i Catalogue of Life.